# Colomoncagua

Colomoncagua é uma cidade hondurenha do departamento de Intibucá.